# Christiane Wartenberg
Christiane Wartenberg   (Prenzlau, 27 d'octubre de 1956), nascuda Christiane Stoll, és una atleta alemanya ja retirada, especialista en curses de mig fons, que va competir sota bandera de la República Democràtica Alemanya durant les dècades de 1970 i 1980. El 1977 es casà amb el saltador de llargada Frank Wartenberg.
El 1976 va prendre part en els Jocs Olímpics d'Estiu de Melbourne, on quedà eliminada en semifinals en la cursa dels 1.500 metres del programa d'atletisme. Quatre anys més tard, als Jocs de Moscou, va guanyar la medalla de plata en la mateixa prova, rere la soviètica Tatyana Kazankina.
En el seu palmarès també destaquen els campionats nacionals dels 1.500 metres de 1979, 1980 i 1983, i en pista coberta el 1975, 1980, 1983 i 1984. El 1979 guanyà la cursa dels 1.500 metres de la Copa del Món d'atletisme. Un cop retirada exercí de professora d'educació física a Wittenberg.
El 1980 va ser guardonada amb l'Orde del Mèrit Patriòtic de bronze.

## Millors marques
- 800 metres. 1'57.6" (1979)
- 1.500 metres. 3'57.71" (1980)
- 3.000 metres. 9'02.00" (1977)[1][3]